# 孜然芹属
孜然芹属（学名：Cuminum）是伞形科下的一个属，为一、二年生草本植物。该属共有2种，分布于地中海和中亚地区。

## 下属分类
本科包括以下属：
- Cuminum borsczowii (Regel & Schmalh.) Koso-Pol.
- 孜然 Cuminum cyminum L.
- Cuminum minimum Steud., 1840
- Cuminum setifolium (Boiss.) Koso-Pol.